# 533-й отдельный батальон связи
533-й отдельный батальон связи — воинское подразделение в  вооружённых силах СССР во время Великой Отечественной войны.

## История
Сформирован в марте 1941 года вместе с управлением 41-го стрелкового корпуса 1-го формирования, являлся его корпусным батальоном.
В составе действующей армии с 22 июня 1941 по 29 сентября 1941 года.
Повторил боевой путь корпуса, по-видимому также попал в окружение в Лужском котле, выходил из него вместе с управлением корпуса, при этом любопытно, но батальон исключён из списков действующих частей вооружённых сил двумя неделями позднее, чем исключено из списков само управление корпуса.